# Fort Hartmühl

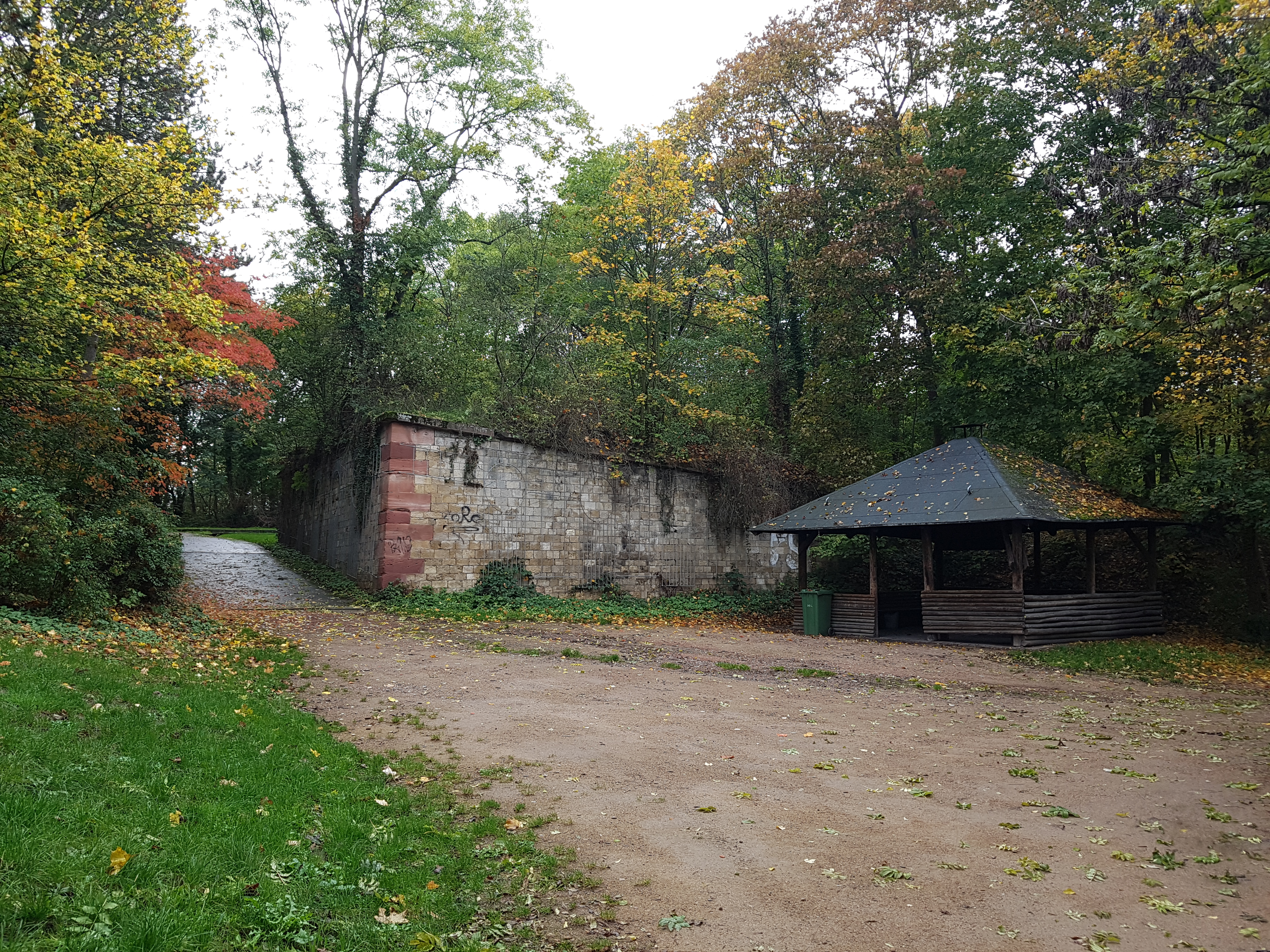
Reste des Fort Hartmühl neben der Grillhütte des Minigolf-Vereins

Das Fort Hartmühl, teilweise auch Fort Hartmühle oder Fort Hartenmühle genannt, war Bestandteil der dritten Befestigungsphase der Festung Mainz, nach der Neuordnung Deutschlands durch den Wiener Kongress als Festung des Deutschen Bundes.

## Geographische Lage
Das Fort Hartmühl wurde auf dem nördlichsten Teil des Hartenbergs angelegt – dort, wo man hinunter in das Gonsbachtal zur ehemaligen Hartmühle blickte, welche sich in etwa beim heutigen Kinderneurologischen Zentrum befand. Es war durch ein ca. 300 m langes Verbindungsbauwerk mit seinem südlichen Nachbarn, dem Fort Hartenberg verbunden. Das Fort Hartmühl lag strategisch so, dass es den nördlichsten Teil der Provinz Rheinhessen beschießen (in Festungsbau-Fachsprache: bestreichen) konnte. Einige Mauern sind bis heute erhalten geblieben und in den Hartenberg-Park integriert, man findet sie nördlich der Wasserspiele nahe der Grillhütte. In der Nachkriegszeit waren sie (bis zu ihrer weitgehenden Verschüttung in den 1970er Jahren) als „Eierburg“ bekannt.

## Geschichte

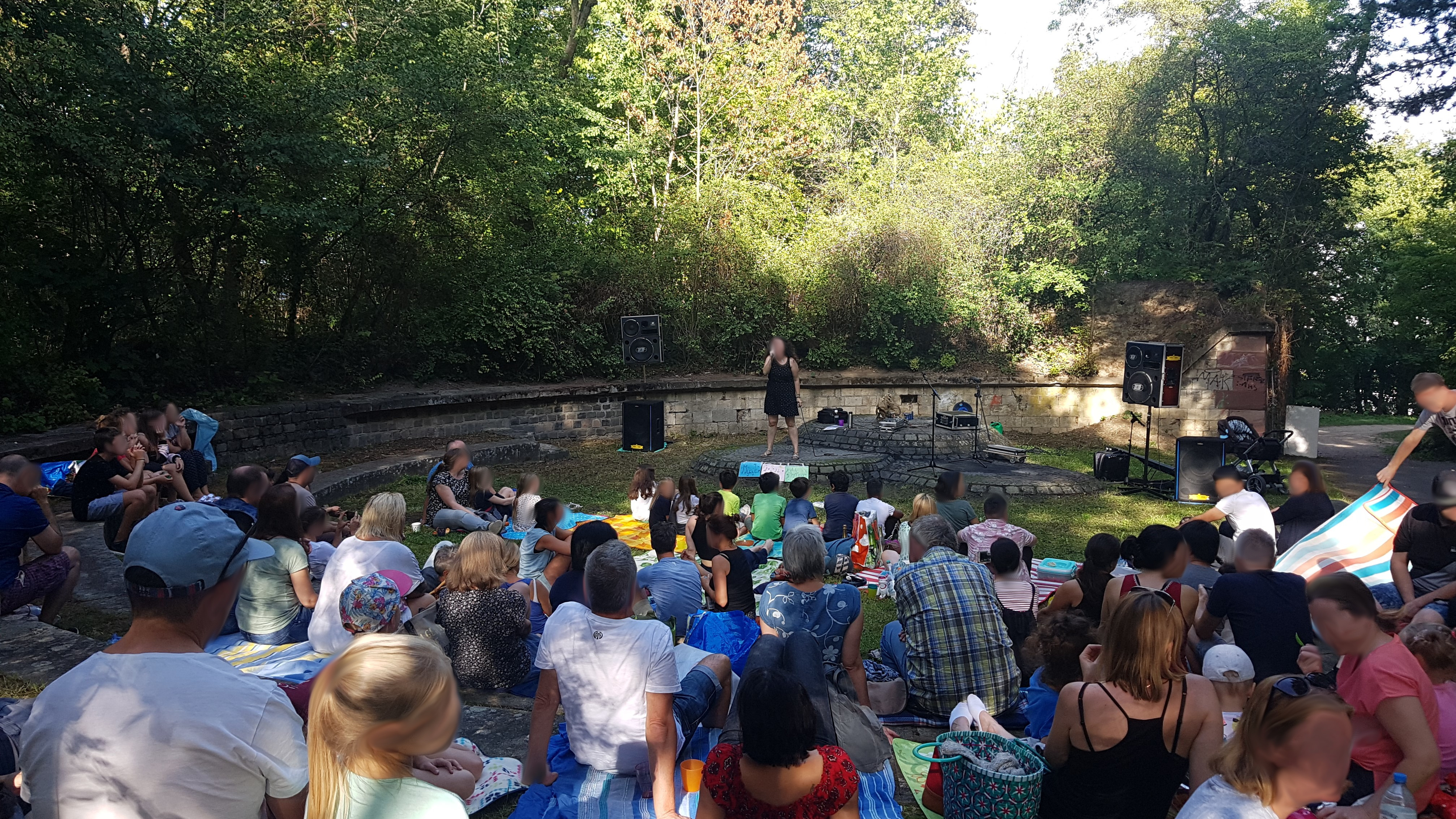
Eine runde Mauer des Fort Hartmühl wurde als „Theater“ in den Hartenberg-Park integriert, das gelegentlich für Auftritte genutzt wird

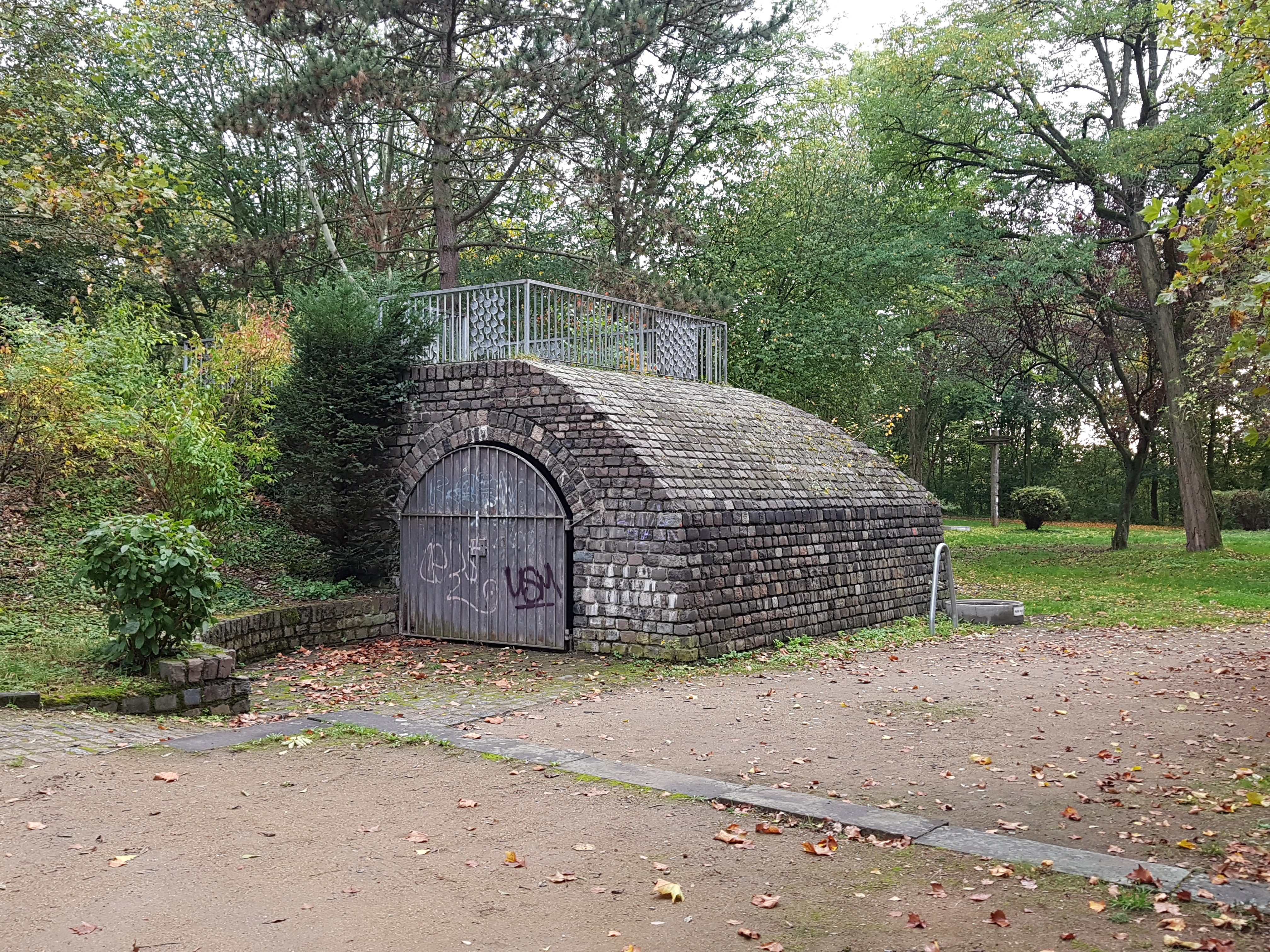
Rest der sog. „Eierburg“ im Hartenberg-Park Mainz (Teil des ehem. Fort Hartmühle)

Das Fort Hartmühl wurde 1826 bis 1831 von österreichischen Pionieren nach Plänen des Ingenieurobersten (später General) Franz von Scholl errichtet. Bedingt durch die Bedeutung von Mainz als Festungsstadt hatte der „Hartenberg“ nach 1870 die militärische Funktion die Neustadt durch eine neue Umwallung, den Rheingauwall, zu schützen. Nach der Niederlegung der Forts aufgrund der Bestimmungen des Versailler Vertrages wurde das Gebiet des Fort Hartenberg und das Fort Hartmühl zum heutigen Hartenbergpark mit etwa 18 ha Grundfläche.
Für die Niederlegung der Befestigungsanlagen wurde das „Entfestigungsamt Mainz“ neu geschaffen. Es war als deutsche Dienststelle und Unterkommission für Befestigungen mit der Durchführung der von der Interalliierten Militär-Kontrollkommission festgelegten Schleifungsarbeiten an der Festungswerken beauftragt. 1920 und 1921 wurde die vorgeschobene äußere Linie und der innere Verteidigungsgürtel auf dem linken Rheinufer niedergelegt.